# Венев-Никольский монастырь
Ве́нев-Нико́льский монастырь — женский монастырь Тульской епархии Русской православной церкви, расположенный в селе Ве́нев Монастырь Венёвского района Тульской области.
Ученые предположили, что, Венев-монастырь возник по образу Киево-Печерской лавры в карстовых пещерах на берегу Осётра. Точное время основания монастыря неизвестно, в летописях упоминается в XV веке. По легенде, записанной в середине XIX века Даниилом Герасимовичем Гедеоновым, монастырь был основан в XIII веке на месте, где остановились греческий священник Евстафий и его спутники, переносившие в 1225 году икону Николая Чудотворца из Корсуни в Зарайск.
Согласно поздней традиции, в нижней церкви был погребен последний смоленский князь Юрий Святославич, который из-за преступной страсти некогда убил князя Семена Мстиславича Вяземского и его супругу Иулианию. Впоследствии князь Юрий якобы удалился в Веневскую обитель, дабы замолить свой грех.
В 1570 году сюда был сослан Иваном Грозным новгородский архиепископ Пимен (Чёрный), он был заточен в каменном мешке, в котором через год умер. Его келья-камера сохранилась при перестройке храма в нижней Успенской церкви великолепного двухэтажного Николо-Успенского храма.
Из всего монастырского комплекса до наших времен дошла только асимметричная Николо-Успенская церковь, построенная в 1696—1701 годах. На каждом этаже — отдельная церковь: внизу теплая, вверху холодная. Все стены, своды и стены паперти были расписаны растительными орнаментами.
В монастыре сохранились старинные иконы: «Св. Елизавета», к. XVIII в., «Архангел Рафаил», сер. XIX в, «Преподобный Пафнутий», сер. XIX в., «Покров Богоматери», 2пол. XVIII в., «Вседержитель» XIX в., «Св. арх. Михаил», XVIII в., «Св. арх. Гавриил», сер. XIX в., «Успение Богоматери», XVIII в., «Тайная вечеря», к. XIX в., «Вседержитель на престоле», XVIII в., «Поклонение апостолов», XVIII в., «Преп. Макарий Унжинский чудотворец», XVIII в.
Венев-монастырь и его росписи Постановлением Совета Министров РСФСР от 30.08.1960 г. № 6-1327 поставлены на учёт как памятники архитектуры и живописи федерального значения. На северной стене колокольни имеется охранная доска с надписью: «Памятник архитектуры. Церковное здание. 1696 г. Охраняется государством».
19 июля 1999 года Священный Синод благословил преобразование Никольского прихода в селе Венев Монастырь в Никольский женский монастырь.